# Half Hour of Power
Half Hour of Power es un EP de la banda Sum 41, realizado el 27 de junio de 2000 por Big Rig Records, subsidiaria de la disquería Island Records.
El álbum fue dedicado en memoria a la antigua banda Closet Monster. Su título hace una referencia directa a la duración de 30 minutos del disco (algunos minutos de silencio fueron agregados al final de la última pista para alcanzar ese tiempo).
Esta es la primera de dos veces que "Summer" apareció en algún álbum de Sum 41, la segunda fue en All Killer No Filler. La banda planeó colocar la canción en cada álbum a modo de broma, pero dejaron esos planes después de All Killer No Filler.
De este álbum se extrajo como sencillo "Makes No Difference".

## Listado de canciones
1. «Grab the Devil by the Horns and Fuck Him Up the Ass» – 1:07
2. «Machine Gun» – 2:29
3. «What I Believe» – 2:49
4. «T.H.T.» – 0:43
5. «Makes No Difference» – 3:09
6. «Summer» – 2:49
7. «32 Ways to Die» – 1:31
8. «Second Chance for Max Headroom» – 3:50
9. «Dave's Possessed Hair»/«It's What We're All About» – 3:48
10. «Ride the Chariot to the Devil» – 0:54
11. «Another Time Around» – 3:51

## Participación
- Deryck "Bizzy D" Whibley – vocalista, guitarra
- Dave "Brown Sound" Baksh – guitarra, vocalista
- Jason "Cone" McCaslin – bajo
- Steve "Stevo 32" Jocz – batería

- Datos: Q846322